# アレクサンドロス (東ローマ皇帝)
アレクサンドロス（ギリシア語：Αλέξανδρος （Aleksandros）, 870年頃 - 913年6月6日）は、東ローマ帝国マケドニア王朝の第3代皇帝（在位：912年5月11日 - 913年）。同王朝初代皇帝バシレイオス1世の子で、同・第2代皇帝レオーン6世の弟。

## 生涯
兄のレオーン6世やステファノス（コンスタンティノポリス総主教）とは違い、バシレイオス1世とエウドキア・インゲリナとの間に生まれたことが確実な唯一の男子。名前はバシレイオス1世がテマ・マケドニア出身だったため（古代マケドニア王国とは地域がずれるが）アレクサンドロス3世にちなんで命名されたと考えられる。

### 共治帝時代
長兄のコンスタンティノスが没したあと、879年に共同皇帝となった。883年から886年にかけてレオーンが後継者の地位を剥奪されていた時期には、アレクサンドロスがバシレイオス1世の後継者とされていたと考えられる。おそらくこの時期に結婚したが、終生子供はいなかった。
レオーン6世の治世の間、共同皇帝としてなんら実務に関与することなく過ごす。兄との仲はあまり良いとは言えず、聖モキオス教会でレオーン6世の暗殺未遂事件が起きた時には、関与を疑われたこともある。しかしそれでも、912年にレオーン6世はまだ幼少であった息子のコンスタンティノス7世の後見を委ねて没した。

### 正帝時代
権力を握ったアレクサンドロスは、レオーン6世の政策の多くを変更し、こと兄嫁で皇太后のゾエ・カルボノプシナに敵対的であった。まず総主教のエウテュミオスを罷免して、レオーン6世と再婚を巡って対立して追放されていたニコラオス1世ミュスティコスを復位させた。また896年に第一次ブルガリア帝国と結んだ和約を破棄して、貢納金の支払いを打ち切った。そのためシメオン1世が再びブルガリアが侵攻する原因を生んだ。さらに、ゾエ・カルボノプシナの親族でイスラーム艦隊に敗れて撤退してきたヒメリオスを更迭・投獄した。
913年6月6日、在位わずか1年にして病死した。彼は後見していたコンスタンティノス7世によって後継されるが、なお幼児だったため、ニコラオス1世ミュスティコスやステファノス・カロマリアス（フォティオスの従兄弟）らにコンスタンティノスの後見を依頼して没した。聖ソフィア大聖堂に彼の全身を描いたモザイクが残されている（本項冒頭画像参照）。